# Adolphe Willette

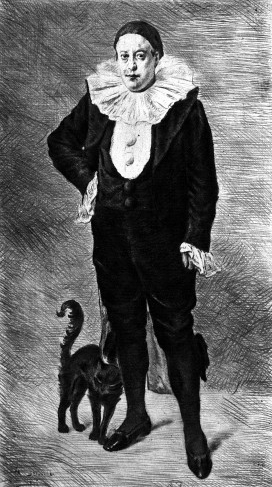
Adolphe Willette

Adolphe Léon Willette, (Châlons-sur-Marn, 31 de julio de 1857 - París, 4 de febrero de 1926) fue un pintor, ilustrador y caricaturista francés, conocido por ser el arquitecto del famoso cabaret Moulin Rouge. Además, Willette se presentó como un candidato "antisemita" en el distrito 9 de París para las elecciones legislativas de septiembre de 1889.

## Biografía
Willette nació en Châlons-sur-Marne.
Estudió durante cuatro años en la Escuela de Bellas Artes de París bajo la tutela de Alexandre Cabanel, el cual le dio la oportunidad de posicionarse entre los humoristas gráficos de Francia. Ya fuese comedia o tragedia trivialidad delicada o la sátira política, su trabajo muestra la profunda sinceridad del artista.
Fue un prolífico artista que contribuyó a la ilustración francesa bajo el pseudónimo "Cemoi", "Pierrot", "Louison", "Bebe" y "Nox", aunque era más comúnmente conocido bajo su propio nombre.
- Datos: Q365874
- Multimedia: Adolphe Willette / Q365874